# Џокју
Џокју (承久), позната и као Шокју је јапанска ера (ненко) која је настала после Кемпо и пре Џо ере. Временски је трајала од априла 1219. до априла 1222. године и припадала је Камакура периоду. Владајући монарх био је цар Џунтоку.

## Важнији догађаји Џокју ере
- 12. фебруар 1219. (Џокју 1, двадесетшести дан првог месеца): Шогун Минамото но Санетомо убијен је на степеницама храма Цурога Хачиман-гу. Период од четрдесет година којим су владала прва три шогуна Камакура шогуната Минамото но Јоритомо, Минамото но Јорие и Минамото но Санетомо назива се у историји "период три шогуна".[3] Неколико година након овог догађаја позиција шогуна је упражњена што неће превише утицати на бирократију Камакура владе.
- 1220. (Џокју 2, други месец): Цар посећује Ивашимизу и Камо храмове.[4]
- 13. мај 1221. (Џокју 3, двадесети дан четвртог месеца): У једанаестој години владавине Џунтокуа, цар абдицира и трон наслеђује његов најстарији син који је тада имао само четири године. Нови владар је цар Чукјо.[4][5]
- 29. јул 1221. (Џокју 3, девети дан седмог месеца): Цар Чукјо влада само неколико месеци. Дете је свргнуто и на његово место је постављен унук бившег цара Го-Тобе.[6][7][8]
- 1221. (Џокју 3): Избија Џокју рат (Џокју но ран), оружани сукоб који за циљ има поновно успостављање доминантне царске власти од владе Камакуре шогуната.[1]
- 14. јануар 1222. (Џокју 3, први дан дванаестог месеца): Цар Го-Хорикава долази на власт.[9][7][10]